# Schlossanlage Ullstadt

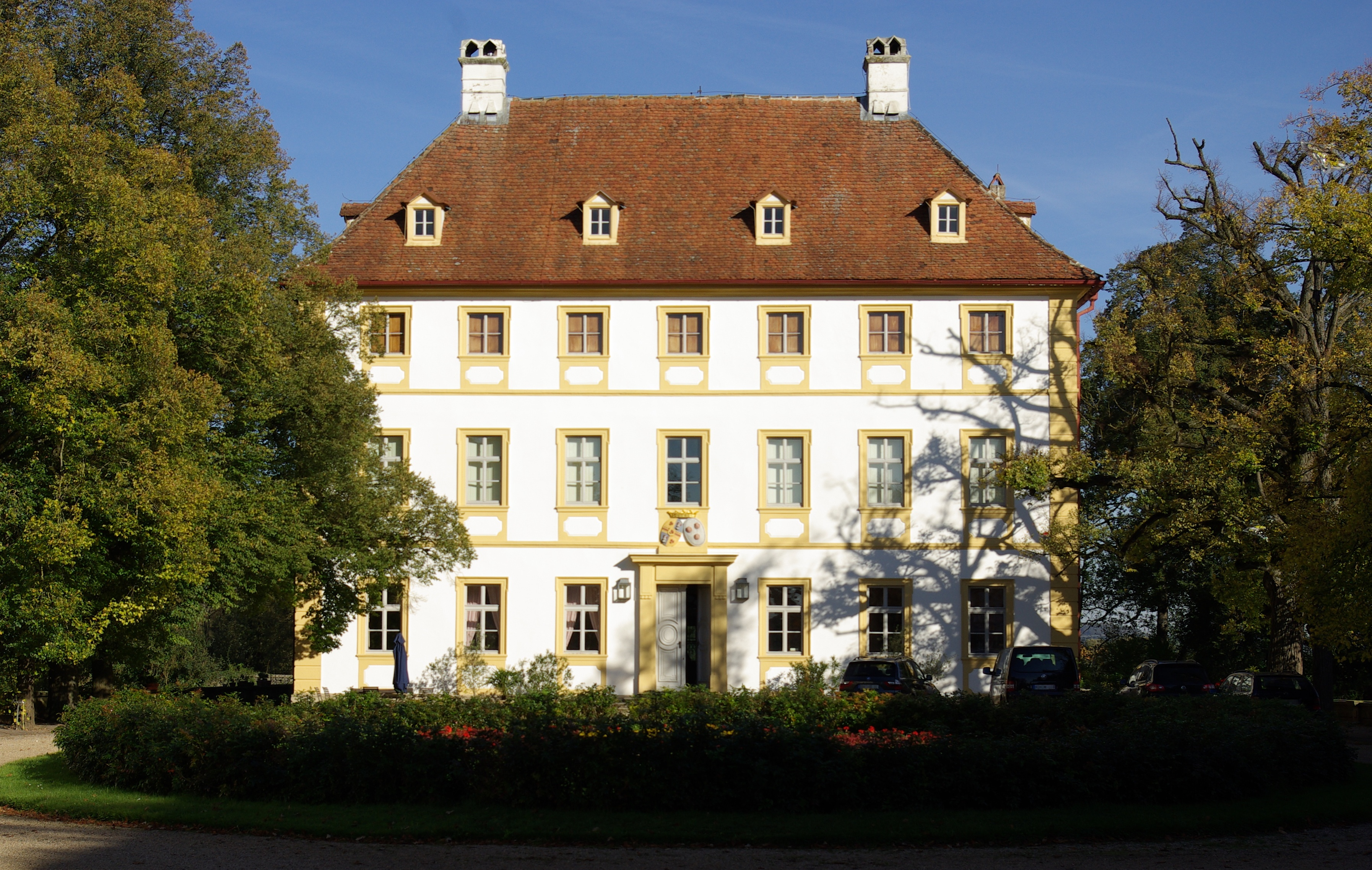
Hauptgebäude des Schlosses Ullstadt, Westfassade

Die Schlossanlage Ullstadt in Ullstadt, Markt Sugenheim im Landkreis Neustadt an der Aisch-Bad Windsheim, wurde im 18. Jahrhundert nach Plänen von Johann Dientzenhofer erbaut und befindet sich heute im Besitz der Freiherren von und zu Frankenstein.

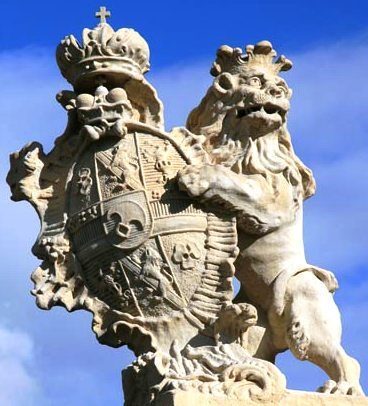
Löwe mit dem fürstbischöflichen Wappen auf dem rechten, inneren Torpfosten

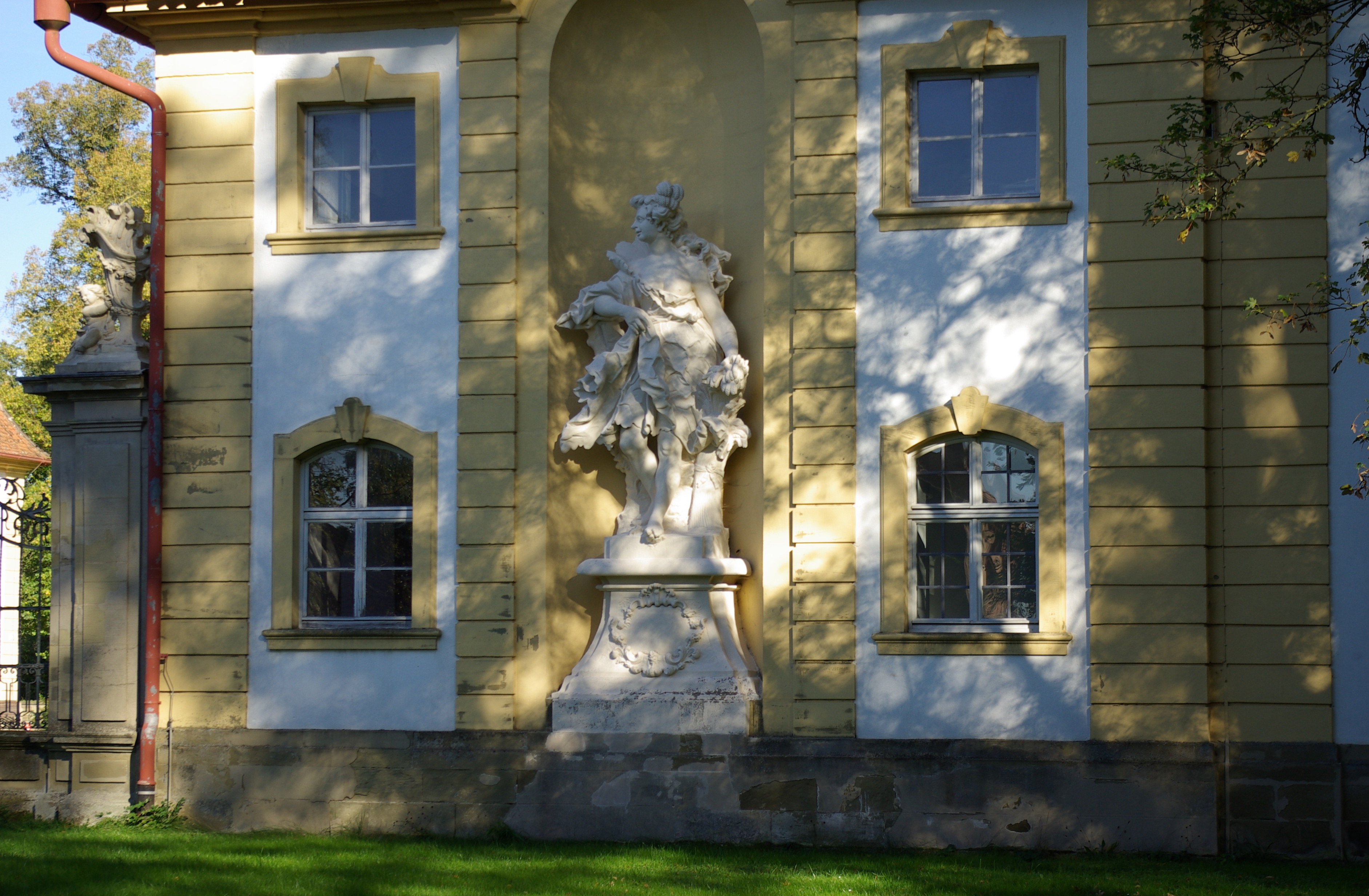
Statue von Ferdinand Tietz am südlichen Seitenflügel der Schlossanlage

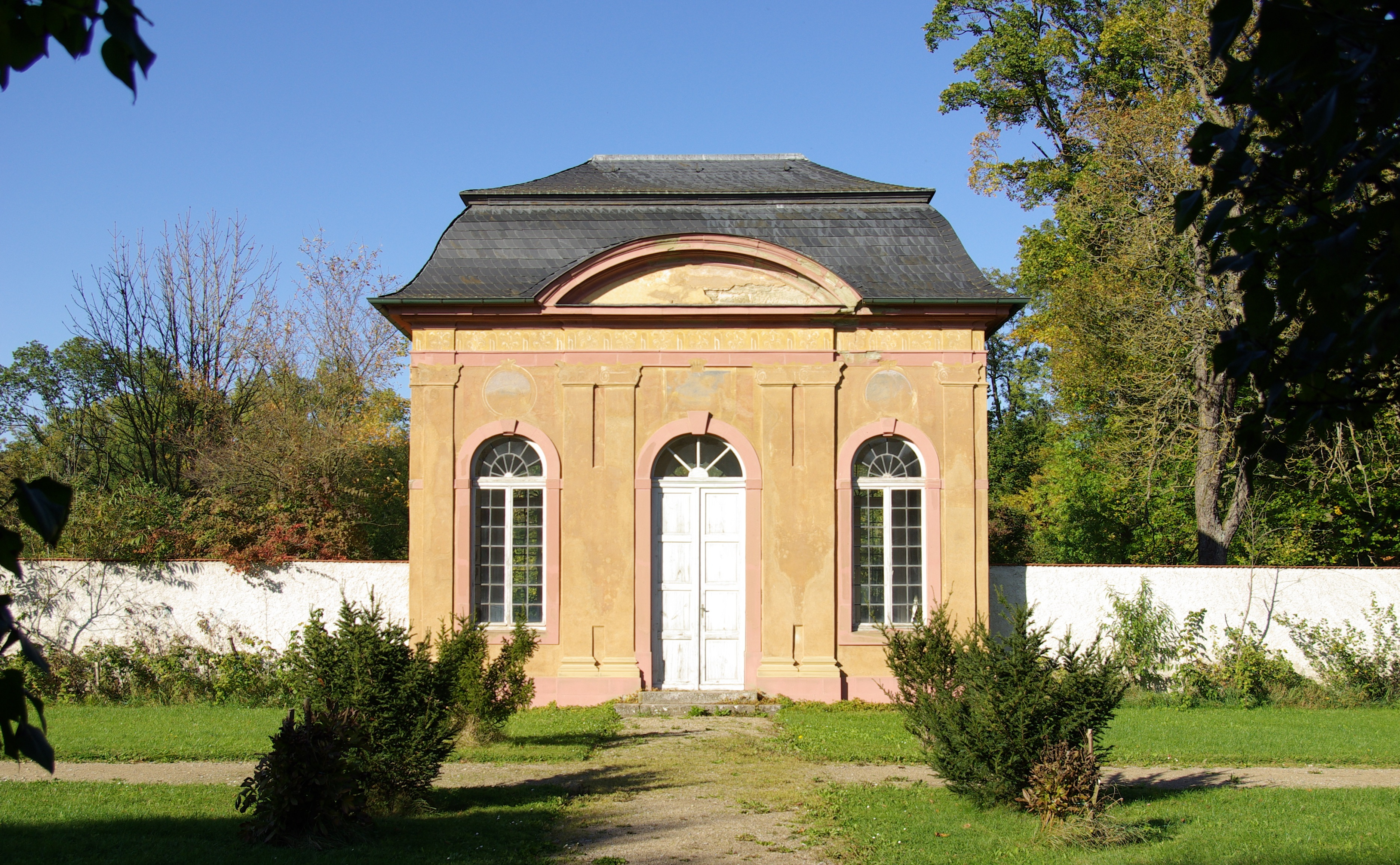
Salettl im Schlossgarten

Johann Peter von Franckenstein erwarb das Ullstädter Schloss von der in Not geratenen Familie der Freiherrn von Seckendorff. 1718 bis 1725 wurde an der Stelle des alten Schlosses ein neues Wasserschloss, das heutige Hauptschloss, nach den Plänen von Johann Dientzenhofer erbaut. Bauherrin war die Witwe Margarethe von Franckenstein, geb. von Eyb. Über der Eingangstür des Hauptschlosses ist das Stammwappen der Familie von Franckensteins mit den Symbolen derer von Cleen (drei vereinigte Kleeblätter) und derer von Sachsenhausen (ein Helm) sowie das Wappen der Familie von Eyb (drei Jakobsmuscheln) zu sehen. Die beiden Seitenflügel, erbaut von dem Baumeister und Architekten Johann Jakob Michael Küchel, gehen auf die Söhne Margarethes von Franckenstein, Johann Philipp Anton, Fürstbischof zu Bamberg, und Johann Philipp Ludwig Ignaz von Frankenstein, Domherr zu Würzburg, zurück, die hier eine Sommerresidenz errichteten. Ferdinand Tietz, Bamberger Hofbildhauer, fertigte die plastischen Dekorationen und Figuren.
Das Hauptschloss dient noch als Wohnung der Familie von Franckenstein. Nach Durchschreiten der Eingangstür kommt man in die Empfangshalle. Die einzelnen Wohnräume und die Hauskapelle sind um einen Innenhof angeordnet. Im oberen Geschoss befinden sich der mit Samttapeten ausgestattete blaue Saal, der Ledersaal und der Spiegelsaal. Alle Zimmer sind mit umfangreichem Wand- und Deckenstuck versehen, der die Familienwappen und Stuckmalereien zeigt. Die Seitenflügel dienten zum Teil als Stallungen.
Von den sechs Pfosten am Schlosseingang tragen die inneren einen gekrönten Löwen, der ein fürstbischöfliches Wappenschild hält. Sie standen bis zur Schleifung der Festungsmauern (1875) am Eingang der Reuther Tores in Forchheim. Bei Abtragung der Torbauten erwarb Freiherr von Franckenstein die gut gearbeiteten Plastiken für sein Schloss zu Ullstadt. Die anderen Pfosten tragen Trophäenskulpturen.